# David Harsent
David Harsent (geboren  9. Dezember 1942 in Devon) ist ein britischer Schriftsteller. Er schreibt auch unter den Pseudonymen Jack Curtis und David Lawrence.

## Leben
David Harsent veröffentlichte mehrere Gedichtbände. Unter den Pseudonymen Jack Curtis und David Lawrence schreibt er Kriminalromane und Drehbücher für Fernsehserien, so einige Folgen der Fernsehserie Inspector Barnaby. Für seine Lyrik erhielt er 1978 den Geoffrey Faber Memorial Prize für den Gedichtband Dreams of the Dead. Der Band Legion erhielt 2005 den Forward Poetry Prize und stand auf der Shortlist für den T. S. Eliot Prize und den Whitbread Award. Der Gedichtband Fire Songs erhielt dann 2014 tatsächlich den T. S. Eliot Prize.  Harsent erhielt außerdem 2008 den Cholmondeley Award und 2012 für Night den Griffin Poetry Prize.
Harsent war befreundet mit dem Literaturkritiker Ian Hamilton. Harsent arbeitete mit verschiedenen Komponisten zusammen und schuf 1990 das Libretto für Harrison Birtwistles Oper Gawain, 2008 für The Minotaur und 2012 für das Liedwerk Songs from the Same Earth.
Harsent ist Fellow der Royal Society of Literature und Honorary Research Fellow am Royal Holloway College. Er ist seit 2005 Distinguished Writing Fellow der Sheffield Hallam University und lehrt dort als
Gastprofessor. Er lehrte 2012 Creative Writing an der Bath Spa University und 2013 an der University of Roehampton.
Harsent ist mit der Schauspielerin Julia Watson verheiratet, sie haben eine 1990 geborene Tochter. Er lebt in Barnes, London.

## Werke (Auswahl)
- Lieder von derselben Erde = Songs from the same earth. Übersetzung Ludwig Steinherr. München: Allitera Verlag, 2019 ISBN 978-3-96233-148-1

Libretto
- Gawain: a libretto (1991)
- The woman and the hare.
- Huw Watkins: In the locked room : opera in one act. 2011–12. Libretto von David Harsent, basiert auf einer Kurzgeschichte von Thomas Hardy